# ブリュイエール
ブリュイエール(フランス語: Bruyères)は、フランス北部、グラン・テスト地域圏ヴォージュ県のコミューン（基礎自治体）である。

## 地理
ヴォージュ山脈中にあり、エピナルからサン＝ディエ＝デ＝ヴォージュへ向かう街道の中間地点に位置している。街の近郊には分水界があり、北側はモルターニュ川水系、南側はボローニュ川水系である。

## 歴史
ブリュイエールは、6世紀から人が居住し始め、10世紀にロレーヌ公国の一部となり、城塞が建造された。ブルゴーニュ戦争の際、1475年にブルゴーニュ公国によって占領されているが、翌1476年に解放されている。1766年にロレーヌ公国がフランスに併合されたことにより、フランス領となった。
第二次世界大戦中の1944年10月にはブリュイエールの戦いが行われ、日系アメリカ人二世部隊であるアメリカ陸軍第442連隊戦闘団とドイツ国防軍の間で戦闘が行われた。
ドイツ軍はブリュイエール周辺にある4つの高地に堡塁を築いており、米軍はそれぞれA高地（標高575m）、B高地（標高538m）、C高地（標高552m）、D高地（アヴィソン山 標高595m）と名付けていた。10月15日朝、エピナルから移動してきた第442連隊戦闘団は高地への攻撃を開始し、A高地の攻略には第442連隊戦闘団第100歩兵大隊があたったものの、ドイツ軍の機関銃陣地によって進軍を阻まれた。最終的に第100歩兵大隊がA高地を占領するのは10月18日早朝のことで、100人以上のドイツ兵が捕虜となった。
10月21日、第442連隊戦闘団は引き続きC高地を占領した。しかし、第36歩兵師団師団長ジョン・アーネスト・ダールキスト（John Ernest Dahlquist）少将の命令により、C高地から撤退させられ、その間にC高地はドイツ軍によって再占領された。そのため、後にC高地を奪回する際に不必要な犠牲を出している。
10月22日、ダールキストの命令により、第442連隊戦闘団はビフォンテーヌ東方で孤立した第36歩兵師団第141歩兵連隊第1大隊（テキサス大隊）を救出するため、ブリュイエールを離れた。この戦闘で、第100歩兵大隊は2度目の大統領部隊感状を授与された。
ブリュイエールはこの戦闘で5000発の砲弾が撃ち込まれ、街の大部分が破壊された。さらに、砲弾によって一帯の樹木に銃弾が入り込み、商品価値がなくなってしまったため、林業も戦後長い間中断せざるを得なくなった。しかし、戦争で破壊された建物は以前の姿に復旧され、ブリュイエールの解放を記念して、街の通りのひとつは442部隊通りと名付けられた。2001年には戦没者慰霊式典が行われ、第442連隊戦闘団の元兵士たちがブリュイエールに招待されて、パレードに参加している。

## 交通
- ブリュイエール駅（英語版）

## ゆかりの人物
- ジャン・リュルサ（英語版）（Jean Lurçat） - 画家
- ガストン・リテーズ（Gaston Litaize） - 作曲家

## 姉妹都市
- ベルギー リュクサンブール州バストーニュ行政区ヴィエルサルム（英語版）
- アメリカ合衆国  ハワイ州ホノルル

## 脚註
1. ↑  渡辺2003、p.147
2. ↑  渡辺2003、p.148
3. 1 2 3  渡辺2003、p.152
4. 1 2  渡辺2003、pp.154-155
5. ↑  渡辺2003、p.156
6. ↑  渡辺2003、p.163
7. 1 2  渡辺2003、pp.158-159